# アイのうた2
『アイのうた2』（アイのうたツー）は、2008年11月26日に日本のユニバーサルミュージックから発売されたオムニバスアルバムである。

## 概要
- 2007年発売のオムニバスアルバム『アイのうた』の第2弾。

## 収録曲
1. キセキ(4:34) / GReeeeN
作詞・作曲・編曲：GReeeeN
7thシングル。TBS系ドラマ『ROOKIES』主題歌
2. LIFE(4:20) / キマグレン
作詞：KUREI 作曲：ISEKI
2ndシングル。テレビ東京『PVTV』2008年4月度オープニングテーマ。九州朝日放送『ドォーモ』2008年5月度エンディングテーマ。auSmart Sports CMイメージソング。スペースシャワーTV2008年5月度POWER PUSH選出曲。熊本県民テレビ『テレビタミン』2008年9月度エンディングテーマ
3. もう一度… feat.BENI(4:48)  / 童子-T
作詞：童子-T、作曲：童子-T/CAGNET/Shing.S、編曲：Shing.S
13thシングル。テレビ東京系『流派-R』6月エンディングテーマ
4. 君のすべてに(4:26) / Spontania feat.JUJU
作詞：Spontania、JUJU、Jeff Miyahara、作曲：Spontania、JUJU、Jeff Miyahara、RYLL、編曲：Jeff Miyahara、RYLL
4thシングル。日本テレビ系『音楽戦士 MUSIC FIGHTER』7・8月度POWER PLAY
5. Lovin' Life(4:53) / FUNKY MONKEY BABYS
作詞：FUNKY MONKEY BABYS、作曲：FUNKY MONKEY BABYS、菅谷豊、編曲：Soundbreakers
4thシングル。日本テレビ系『恋愛部活』エンディングテーマ
6. ママへ(4:49) / 青山テルマ
作詞：青山テルマ、Kana、作曲：Kana
アルバム『DIARY』収録曲
7. ただ、ありがとう(3:45) / MONKEY MAJIK
作詞：Maynard、Blaise、tax、作曲：Maynard、Blaise
10thシングル。TBS系ドラマ『あんどーなつ』主題歌
8. ふたりの歌(5:40) / ET-KING
作詞・作曲：ET-KING
7thシングル。日本テレビ系『THE・サンデー』エンディングテーマ
9. 手紙。。 (5:13) / 九州男
作詞：九州男　作曲：九州男、AILI
アルバム『こいも俺ですばい』収録曲。
10. call me(4:57) / Chara
作詞：Chara、Ema、作曲：Chara
アルバム『honey』収録曲。日本テレビ系『NEWS ZERO』テーマソング
11. 大切なもの(5:19) / AI
作詞・作曲：AI、編曲：THE COMPANY
17thシングル。ドラマ『HEROES』テーマソング。AIU保険会社CMソング
12. 君がくれたもの(4:40) / HOME MADE 家族
作詞・作曲：KURO、MICRO、U-ICHI、Ryosuke Imai
10thシングル。レーベルモバイル『レコード会社直営♪サウンド』CMソング
13. Mirror feat.Salyu(5:31) / WISE
作詞：WISE、Salyu、作曲：DJ SHUYA、Yasuharu Konishi
4thシングル。日本テレビ系『フライデーTVラボ』エンディングテーマ
14. 恋(4:33) / Hi-Fi CAMP
作詞：KIM・SOYA、作曲・編曲：Hi-Fi CAMP
2ndシングル。
15. 冬唄(4:54)  / SKELT 8 BAMBINO
作詞・作曲：SKELT 8 BAMBINO、編曲：SKELT 8 BAMBINO、Tadashi Yatabe
4thシングル。日本テレビ系『音楽戦士 MUSIC FIGHTER』10月パワープレイ
16. 月灯りの下で(5:03) / MONGOL800
作詞：ウエズキヨサク、作曲：MONGOL800
アルバム『MESSAGE』収録曲。